# Passepied
Een passepied (ook wel 'paspy') is een van origine Westfranse (Bretonse) dans die met name in de 16e, 17e en 18e eeuw in zwang was.

## Kenmerken
De passepied is gecomponeerd in een driedelige maatsoort, die meestal genoteerd is als een 3/8 maat. Soms komt ook een 6/8- of 3/4-notatie voor. Het tempo van een passepied is vrolijk en redelijk snel. De vorm van een passepied is meestal de Da capo-vorm, waarbij een themadeel wordt afgewisseld met een tussendeel (trio), waarna het thema nogmaals terugkeert.

## Naam
'Passepied' is Frans voor 'passerende voet'. De fonetische uitspraak leidde ook tot de benaming 'paspy', welke in Engeland soms gebezigd wordt. De naam is afgeleid van de passenvolgorde in de dans, waarbij de ene voet van achter langs de staande voet gaat en eindigt voor de staande voet. Omdat de dans snel is ontstaat een soort 'loopbeweging' waarbij ook gedraaid wordt.

## Geschiedenis
Vanaf 1565 komt de passepied aanvankelijk voor als losse hofdans. Al snel wordt de dans ook in kunstmuziek toegepast, zoals in de Franse opera en balletmuziek, met name waar pastorale scènes worden uitgebeeld. De dans komt ook voor als onderdeel van suites. Ook in Duitsland wordt de dans populair, vooral als tussendeel in suites. Zo schrijven componisten als Gluck, Fischer, Telemann, Händel en Bach diverse passepieds. Ook uiteraard vele Franse componisten uit die tijd schrijven passepieds. In de romantiek raakt de dans wat op de achtergrond.

## Voorbeeld
- Fragment van een tweestemmige 'Passepied' van de Duitse componist Johann Christoph Schultze (1733 - 1813):